# Sárközy Imre
Sárközy Imre (Nagybajom, 1869. április 15. – Budapest, 1937. július 18.) mérnök. 

## Életpályája
Nagybajomban született 1869. április 15-én. Tanulmányait 1891-ben fejezte be a József Műegyetemen. 1891-től 1902-ig a budapesti és székesfehérvári kultúrmérnöki hivataloknál dolgozott, majd több vízszabályozó társulat; többek között a Balatoni Nagyberek Lecsapoló, a Sió-csatorna, a Kapos vízi és Marótvölgyi vízszabályozó társulat mérnöke, illetve igazgatója lett. 
Foglalkozott technikatörténeti kutatásokkal is.